# I Dream of Murder
I Dream of Murder is een Canadese tv-thriller uit 2006 van Neill Fearnley. Met Jolene Blalock en Martin Cummins in de hoofdrollen.

## Verhaal
Johanna is een therapeut, op de rand van een midlifecrisis. Wanneer een patiënt van haar bruut vermoord wordt teruggevonden, wil ze zelf het mysterie oplossen. De vraag is echter waarom de overspannen Johanna haar huwelijk, carrière en hele leven op het spel zet om de misdaad op te lossen.

## Rolverdeling
| Acteur         | Personage       |
| -------------- | --------------- |
| Jolene Blalock | Joanna          |
| Martin Cummins | Clay            |
| Carrie Colak   | Leslie          |
| Tom Carey      | Lawyer          |
| Greg Lawson    | Detective Thorn |